# Dieter Schuster (General)
Dieter Friedrich Wilhelm Schuster (* 7. März 1946 in Nürnberg; † 21. Dezember 2022) war ein Brigadegeneral des Heeres der Bundeswehr und zuletzt Kommandeur Heeresschulen und stellvertretender Amtschef des Heeresamtes in Köln.

## Militärische Laufbahn

### Ausbildung und erste Verwendungen
Dieter Schuster trat 1966 nach seinem Abitur als Offizieranwärter der Heeresflugabwehrtruppe in den Dienst der Bundeswehr beim Flugabwehrbataillon 5 in Lorch am Rhein. Nach Abschluss der Offizierausbildung wurde er 1969 zum Leutnant ernannt.
Als Offizier durchlief er verschiedene Verwendungen beim Flugabwehrbataillon 12 in Hardheim, zunächst als Zugführeroffizier, später als Erkundungsoffizier und zuletzt als S2/S1-Offizier eingesetzt. 1974 nahm Schuster an der Julius-Maximilians-Universität Würzburg das Studium der Erziehungswissenschaften und christlichen Sozialwissenschaft auf. Nach Abschluss der akademischen Ausbildung kehrte er als Diplom-Pädagoge 1978 zurück nach Hardheim und wurde dort, zwischenzeitlich zum Flugabwehrregiment 12 umgegliedert, Batteriechef einer Gepard-Batterie.

### Generalstabsausbildung und Dienst als Stabsoffizier
Von 19 bis 19 absolvierte er den 21. Generalstabslehrgang Heer an der Führungsakademie der Bundeswehr in Hamburg, wo er zum Offizier im Generalstabsdienst ausgebildet wurde. Während des Lehrganges verfasste er eine wissenschaftliche Arbeit zum Thema „Politischer Protest in der Bundesrepublik Deutschland von 1961 bis 1981 und seine Auswirkungen auf den sozialen Wandel“. Nach diesem Lehrgang blieb er in Hamburg stationiert und wurde Referent am Institut für Friedensforschung und Sicherheitspolitik an der Universität Hamburg. 1983/84 wurde er dort in der Dienststelle Militärischer Anteil („Military Fellow“) verwendet.
1985 wurde Schuster erneut versetzt und übernahm den Dienstposten des G3-Stabsoffiziers der Heimatschutzbrigade 54 in Trier. Zwei Jahre später erhielt er in Langenhagen sein erstes Truppenkommando, als er Kommandeur des Flugabwehrregiments 1 wurde. Im Anschluss an diese Verwendung wurde er 1989 als Referent zum Bundeskanzleramt Bonn versetzt. 1991 bis 1992 versah er seinen Dienst als G3-Stabsoffizier und stellvertretender Chef des Stabes des Wehrbereichskommandos in Hannover.
1992 wurde Schuster wieder ins Bundeskanzleramt versetzt und war dort in der Außen- und Sicherheitspolitischen Abteilung Leiter der Gruppe 22 („Bundesministerium der Verteidigung; Bundessicherheitsrat“).

### Generalsverwendungen
Sein Weg führte ihn 1995 nach Brüssel zur NATO, wo er Chef des Stabes und Stellvertreter des Deutschen Militärischen Vertreters (DMV) im NATO-Militärausschuss und Militärausschuss der Westeuropäischen Union, Generalleutnant Klaus Wiesmann, war. Mit Antritt dieser Verwendung wurde er zum Brigadegeneral ernannt.
Im Januar 1998 kehrte er nach Deutschland zurück und wurde beim Allied Command Europe Rapid Reaction Corps (ARRC) im JHQ Rheindahlen in Mönchengladbach Stellvertretender Chef des Stabes und Commander Rear Support Command (verantwortlich für die Verlegung des Hauptquartiers ARRC). Während dieser Zeit absolvierte er einen Auslandseinsatz im Rahmen des von der NATO geführten Kosovokrieges.
Zum 1. Oktober 2000 trat er an die Spitze seiner Truppengattung und übernahm das Amt des Generals der Heeresflugabwehr sowie das Kommando über die Heeresflugabwehrschule in Rendsburg von Brigadegeneral Udo Beitzel. Im März 2005 wurde er vom Kommandeur Heeresschulen und Stellvertretenden Amtschef des Heeresamtes, Brigadegeneral Ulrich Keppler von Amt und Kommando entbunden und übernahm wenige Tage später selbst diesen Dienstposten.
Im Rahmen der Transformation der Bundeswehr stellte Schuster im November 2007 die Heeresflugabwehrschule, die er über vier Jahre selbst kommandierte, außer Dienst und die Nachfolgeorganisation Ausbildungszentrum Heeresflugabwehrtruppe neu auf. Ende März 2008 trat Dieter Schuster nach fast 42 Jahren Dienst und 13 Jahren als Brigadegeneral in den Ruhestand.

## Sonstiges
Der gebürtige Mittelfranke war verheiratet, Vater einer erwachsenen Tochter und lebte im Rheinland.
Dieter Schuster verstarb am 21. Dezember 2022.